# Phaegoptera superba
Phaegoptera superba là một loài bướm đêm thuộc phân họ Arctiinae, họ Erebidae.